# Кюлуците
Кюлуците (или Кюлюците) е исторически квартал в София, България, днес заемащ североизточния край на Центъра.
Кварталът обхваща приблизително карето между ул. „Будапеща“ на запад, бул. „Дондуков“ на юг, бул. „Сливница“ на север и бул. „Данаил Николаев“ на изток.
Преди Освобождението кварталът е зает от обширни градини и бостани и е незастроен. Тук се намира и „позорното гробище“ на София от този период където са погребвани престъпници, скитници и хора с неустановена самоличност. Частта източно от бул. „Васил Левски“ се застроява едва около Първата световна война. На това място е извършено първото погребение на Васил Левски.